# Paul Jérôme Bourgeois
Pour les articles homonymes, voir Bourgeois.
Paul Jérôme Bourgeois, né le 15 novembre 1811 à Paris et mort le 13 février 1898 à Falaise, est un peintre français.

## Biographie
Paul Jérôme Bourgeois est le fils d'Albert Paul Bourgeois, artiste peintre, et d'Anatole Désirée Dubasty. Son oncle François Pierre Dubasty est peintre ainsi que son cousin Adolphe Henri Dubasty.
En 1841, il épouse Léonide Louise Gabrielle Madeleine Colrat, professeur de piano. Leur fils Léon-Pierre-Urbain Bourgeois deviendra peintre également.
Il meurt à son domicile de Falaise, à l'âge de 76 ans.